# Тринити (остров)
Тринити (на английски: Trinity Island) е третият по големина остров в архипелага Палмър, разположен в североизточната част на море Белингсхаузен, попадащо в акваторията на Тихоокеанския сектор на Южния океан. Остров Тринити се намира в източната част на архипелага, като протока Орлеан (ширина 37 km) на юг го отделя от Антарктическия полуостров (Бряг Дейвис на Земя Греъм), а на североизток протока Гилбърт – от остров Тауер. Дължина от север на юг 24 km, ширина до 10 km, площ 208 km². Бреговата му линия е силно разчленена от множество малки заливи и полуострови. Релефът е планински с максимална височина 1119 m.
Островът е открит на 16 ноември 1820 г. от американския ловец на тюлени Натаниъл Палмър, който го наименува „Света троица“. През януари 1898 г. за първи път е изследван и топографски заснет от белгийската антарктическа експедиция с ръководител Адриан Жерлаш дьо Гомери.